# めがひらスキー場
めがひらスキー場（めがひらスキーじょう）は、広島県廿日市市吉和にあるスキー場である。
女鹿平温泉に併設されており、公式ウェブサイトなどでは女鹿平温泉めがひらスキー場（めがひらおんせんめがひらスキーじょう）と表記される場合がある。

## コース
コースは8コースが設置されている。
- センターコース2300トップ（上級・中級者向け）[6]
- センターコース2300ボトム（中級・初級者向け）[6]
- チャレンジコース（上級向け）
- ダウンヒルコース（上級・中級者向け）
- 林間コース（初級者向け）[6]
- スカイコース（中級者向け）
- ファミリーゲレンデ[6]
- ソリゲレンデ

## リフト
リフトは5本が設置されている。
- ビギナーリフト (655m）
- チャレンジリフト (817m)
- ファミリーリフト (200m)
- スカイリフト (451m)
- めがひらクワッドリフト (1000m)

## その他設備
- 人工造雪機[1][4][5]
- ロッジ観山荘（休憩所併設）[1]
- 女鹿平温泉クヴェーレ吉和（日帰り入浴が可能）[1]
- 駐車場：1300台（無料・24時間利用可能）[1]

## 営業時間など
- 営業時間：8:00 - 17:00[1]

かつてはナイター営業を行っていたが、現在は取り止めている。
- 定休日：毎週火曜日[1]

コロナ禍に伴い、2020年度（令和2年度）のシーズンから定休日を設定した（当初は毎週水曜日）。

## アクセス
自動車
- E2A 中国自動車道 吉和ICより2km,約3分[1]。

ツアーバス（公式サイトのアクセスも参照）
- 広島駅（新幹線口）発着[1]
- 松山観光港発着
- 博多駅発着（昼行、小倉東IC・山口大学経由）
- 天神発着（夜行、博多駅・小倉東IC経由）